# Отвил (Марна)
Отвил (фр. Hauteville) насеље је и општина у североисточној Француској у региону Шампањ-Арден, у департману Марна која припада префектури Витри ле Франсоа.
По подацима из 2011. године у општини је живело 234 становника, а густина насељености је износила 21,71 становника/km². Општина се простире на површини од 10,78 km². Налази се на средњој надморској висини од 143 метара.

## Демографија
| 1962. | 1968. | 1975. | 1982. | 1990. | 1999. | 2011. |
| ----- | ----- | ----- | ----- | ----- | ----- | ----- |
| 116   | 162   | 161   | 162   | 175   | 188   | 234   |

График промене броја становника у току последњих година